# 세토시야쿠쇼마에역
세토시야쿠쇼마에역(일본어: 瀬戸市役所前駅)은 일본 아이치현 세토시에 소재하는 나고야 철도 세토선의 역이다. 역 번호는 ST19이다.

## 역 구조
상대식 승강장 2면 2선의 지상역이다. 개통 당초부터 무인역이다.

### 승강장
| 번호 | 노선      | 방향 | 행선                    |
| ---- | --------- | ---- | ----------------------- |
| 1    | ■ 세토 선 | 하행 | 오와리세토 행           |
| 2    | ■ 세토 선 | 상행 | 오조네・사카에마치 방면 |

## 역 주변
- 세토 시청
- 세토 시 상하수도 종합 청사
- 세토 간이 재판소
- 세토 근로 기준 감독서
- 자유민주당 세토 시 지부
- 주부 경제 신문 세토 지국
- 세토 시 치과 의사회
- 아이치 현 석유 무역 협회 세토 지부
- 세토 상공회의소
- 세토 시 근로 청소년 홈
- 공립 세토 아사히 간호 전문학교
- 공립 도세이 병원
- 세토 시립 니시 보육원
- 세토 시립 도겐 초등학교
- 세토 시립 이즈미 초등학교
- 세토 시립 미나세 중학교
- 후도야마카쿠조 절
- 야마나카 교에이점
- 필 세토점
- 세토 강 녹지 공원
- 이토 홀 세토
- 도호 가스 세토 영업소
- 도호 액화 가스 세토 영업소
- 세토 경찰서
- 오와리 세토 세무서
- 세토 시 자원 재활용 센터
- 도겐 우체국
- 세토 오이와케 우체국
- 아이치 은행 세토 지점
- 시미즈 온천
- 피자헛 세토점
- 안경 시장 세토점
- 세토 중앙 병원
- Y!mobile사기점
- 메이테쓰 버스 "세토 시 관공서 남쪽", "세토 시청 북문" 버스 정류장
- 세토 가도(아이치 현도 61호 나고야세토 선)
- 국도 제155호선

## 역사
- 1905년 4월 2일: 오이와케역으로 영업 개시.
- 1958년 1월 20일: 세토시야쿠쇼마에역으로 역명 변경.
- 2005년 1월 29일: 급행 정차역으로 승격됨.
- 2006년 12월 16일: 트랜 패스 도입과 동시에 역 집중 관리 시스템 가동.
- 2011년 2월 11일: IC카드 승차권 manaca 도입.
- 2012년 2월 29일: 트랜 패스 공용 종료.

## 인접역
| 나고야 철도 ■ 세토선        | 나고야 철도 ■ 세토선 | 나고야 철도 ■ 세토선            |
| --------------------------- | -------------------- | ------------------------------- |
| ST18 신세토 사카에마치 방면 | ■ 급행 ■ 준급 ■ 보통 | 오와리세토 ST20 오와리세토 방면 |